# Бездрицька сільська рада
Бе́здрицька сільська́ ра́да — орган місцевого самоврядування Бездрицької сільської громади, що в Сумському районі Сумської області. Адміністративний центр — село Бездрик.

## Загальні відомості
- Населення ради: 1 701 особа (станом на 2001 рік)

## Населені пункти
Сільській раді були підпорядковані населені пункти:
- с. Бездрик

## Склад ради
Рада складалася з 20 депутатів та голови.
- Голова ради: Матвієнко Валентина Іванівна
- Секретар ради: Осипча Наталія Вікторівна

### Керівний склад попередніх скликань
| Прізвище, ім'я, по батькові  | Основні відомості                                                               | Дата обрання | Дата звільнення |
| ---------------------------- | ------------------------------------------------------------------------------- | ------------ | --------------- |
| Матвієнко Валентина Іванівна | Сільський голова, 1960 року народження, освіта середня спеціальна, позапартійна | 26.03.2006   | 31.10.2010      |
| Матвієнко Валентина Іванівна | Сільський голова, 1960 року народження, освіта середня спеціальна, позапартійна | 31.10.2010   |                 |

Примітка: таблиця складена за даними сайту Верховної Ради України